# Siège de Venlo (1794)
Pour les articles homonymes, voir Siège de Venlo.
Première Coalition
Batailles
Le siège de Venlo est un épisode des guerres de la Première Coalition qui voit la victoire de la division du général François Guillaume Barthélémy Laurent de l'armée du Nord le 27 octobre 1794.

## Historique
L'attaque de Venlo fut confiée, au mois d'octobre 1794, au général François Guillaume Barthélémy Laurent, commandant seulement une division de 4 000 hommes de l'armée du Nord. 
 Venloo était une des plus fortes places de la Hollande, et dont les murs avaient arrêté, dans les siècles précédents, des armées nombreuses. 
Le général Laurent malgré la faiblesse de ses moyens, mais sûr de la valeur de ses troupes, sent le besoin de vaincre. Il est secondé par les généraux Armand Samuel de Marescot, Jean François Aimé Dejean et Jean-Baptiste Eblé commandant l'artillerie. 
 Les Français s'approchèrent à environ 200 mètres (100 toises) des fortifications. Après avoir établi des batteries, les Français firent taire l'artillerie adversaire et les fantassins français repoussèrent vigoureusement une sortie de la garnison.
 Intimidée par la hardiesse des soldats français, la garnison capitula.

## Bilan
Les Français trouvèrent dans cette place 150 canons, 2 000 tonnes de poudre et 7 000 fusils. La garnison, forte de 1 800 hommes, fut faite prisonnière sur parole. 
 Le siège fut terminé le 27 octobre 1794. 

On parla peu de cette victoire, qui est pourtant une victoire où l'audace française et les talents des généraux ont produit de brillants et prompts résultats.